# Tobias Morgenstern

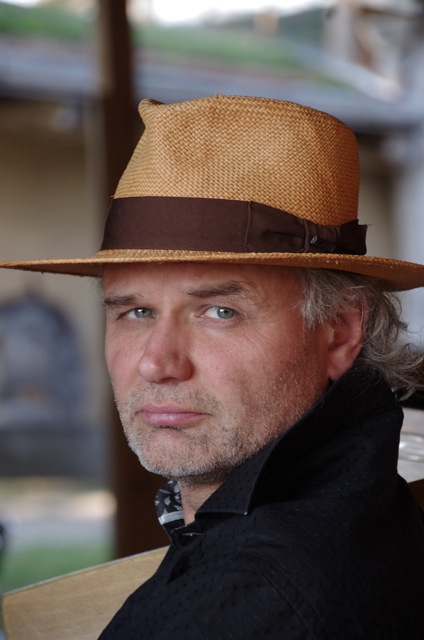
Tobias Morgenstern (2015)

Tobias Morgenstern (* 1960 in Dresden) ist Akkordeonist, Komponist und Mitbegründer des Theaters am Rand.

## Leben und Werk
Tobias Morgenstern wurde 1960 in Dresden als Sohn eines Diplom-Ingenieurs im Industriebau und einer Kindergärtnerin geboren. Er wuchs in Dresden auf und besuchte dort die 82. Polytechnische Oberschule. Ab dem 6. Lebensjahr erhielt er Akkordeonunterricht in der Musikschule „Paul Büttner“ in Dresden. Nach dem Schulabschluss nahm er sein Studium in Akkordeon und Komposition an der Hochschule für Musik Franz Liszt Weimar auf, 1981 begann er dort Musiktheorie und Improvisation zu unterrichten. In den Jahren 1982 bis 1986 war er als Musikdramaturg und Arrangeur für das Erich-Weinert-Ensemble tätig.
1987 machte er sich als Akkordeonist, Komponist, Arrangeur und Produzent selbstständig. In den folgenden Jahren gründete er die Gruppe L’art de passage (mit Rainer Rohloff, Stefan Kling, Gunther Krex, Hermann Naehring), das Label Cooleur, die Produktionsgemeinschaft Tonart Music Concept (mit Rainer Rohloff) und 1991 Gibellina-Arts AG in Baden/Schweiz (mit Rainer Rohloff und Geri Müller).
Es entstanden zeitgleich zahlreiche musikalische Projekte in Zusammenarbeit mit Gerhard Schöne, Bettina Wegner, Matthias Freihof, Reinhard Mey, Rio Reiser, Jalda Rebling, Volker Braun, Ursula Karusseit, Winnie Böwe, Wolfgang Krause Zwieback, Hans-Eckardt Wenzel und Peter Ensikat. Mehr als 50 CD-Produktionen wurden dabei entwickelt und unter anderem auf Konzertreisen nach Italien, Tschechien, Polen, Frankreich, in die Schweiz, die USA, die Vereinigten Emirate und Kanada auf internationalen Bühnen präsentiert.
Seit den 1990er Jahren komponierte Tobias Morgenstern auch mehrere Film- und Hörspielmusiken, darunter für Matulla und Busch von Matti Geschonneck sowie für Stilles Land und Nachtgestalten von Andreas Dresen.
1998 gründete er gemeinsam mit dem Schauspieler Thomas Rühmann das Theater am Rand in Zollbrücke im Oderbruch. Im Theater gibt es ein wöchentlich wechselndes Programm. Gleichzeitig veröffentlichte er sein Solo-Debütalbum Morgenstern.
Tobias Morgenstern gestaltet neben seinen Tätigkeiten als Theaterintendant und freischaffender Musiker Workshops an den Musikhochschulen in Weimar und Berlin, beteiligt sich als Jurymitglied bei Internationaler Akkordeonwettbewerb Klingenthal und unterrichtete an der Hochschule für Musik Hanns Eisler Berlin Akkordeon und Improvisation. 2005 wurde die Auftragskomposition Les yeux dans le paysage im Staatstheater Cottbus uraufgeführt, ein Werk für Akkordeon, Gitarre und sinfonisches Orchester.
2008 folgte das Auftragswerk als Pflichtstück des Internationalen Akkordeonwettbewerbes Klingenthal Vom Zustand der Welt, ein Konzert in vier Sätzen für Akkordeon und großes Orchester. 2010 folgte eine CD-Produktion und das Konzertprogramm Es gibt Tage … mit Armin Mueller-Stahl, Günther Fischer und Tom Götze. Seit 2011 gibt er Konzerte in Deutschland und Österreich.
2021 sollten Morgenstern und Rühmann das Bundesverdienstkreuz erhalten, da sie sich „während der Corona-Pandemie in besonderer Weise um Kunst und Kultur verdient gemacht“ hätten. Das Bundespräsidialamt sagte die Preisverleihung jedoch kurzfristig ab, unter anderem da er seine Solidarisierung mit Querdenker-Protesten erklärt hatte.
2023 verließ Morgenstern das Theater am Rand, das sich für sein jahrelanges Schaffen bedankte und zugleich bedauerte, 2024 keine Konzerte und Vorstellungen mehr mit ihm zu planen.
Morgenstern lebt mit Frau und Kindern in Schiffmühle im Oderbruch.

## Auszeichnungen
- 1976 3. Preis beim Internationalen Akkordeonwettbewerb Klingenthal Kategorie Jugend/Inland
- 1982 2. Preis beim Kompositionswettbewerb Heiteres ernst genommen für Orchester anlässlich der DDR Musiktage mit dem Stück Rondino Bambino
- 1988 Bobby – Musiker des Jahres Kategorie Weltmusik
- 1990 Radio Swiss – Preis des Schweizer Radios für die Solo-CD-Produktion Morgenstern
- 2001 Hörspiel des Jahres Wie ich einen Hund gegessen habe. Text: J. Grischkowez, Regie: Gabi Bigott
- 2004 Hörspiel des Jahres Der Planet Text: J. Grischkowez, Regie: Gabi Bigott
- 2013 Preis der Kulturpolitischen Gesellschaft für das Theater am Rand (gemeinsam mit Thomas Rühmann)
- 2015 Verdienstorden des Landes Brandenburg für das Theater am Rand (gemeinsam mit Thomas Rühmann)